# Olympische Sommerspiele 1920/Rudern – Vierer mit Steuermann
Die Ruderregatta im Vierer mit Steuermann bei den Olympischen Sommerspielen 1920 wurde am 28. und 29. August auf dem Seekanal Brüssel-Schelde ausgetragen.

## Ergebnisse

### Halbfinale

#### Halbfinale 1
| Rang | Nation   | Athleten                                                                           | Zeit       |
| ---- | -------- | ---------------------------------------------------------------------------------- | ---------- |
| 1    | Schweiz  | Willy Brüderlin Max Rudolf Paul Rudolf Hans Walter Paul Staub (Steuermann)         | 7:03,0 min |
| 2    | Schweden | John Lager Nestor Östergren Axel Eriksson Gunnar Lager Gösta Eriksson (Steuermann) | 7:12,0 min |
| 3    | Kanada   | Robert Hay Harold Harcourt Larry Landrian Strathy Hay Art Everett (Steuermann)     | 7:18,0 min |

#### Halbfinale 2
| Rang | Nation   | Athleten                                                                                       | Zeit       |
| ---- | -------- | ---------------------------------------------------------------------------------------------- | ---------- |
| 1    | Norwegen | Birger Var Theodor Klem Henry Larsen Per Gulbrandsen Thoralf Hagen (Steuermann)                | 7:14,0 min |
| 2    | Belgien  | Jean Van Silfhout Léon Vleurinck Adrien D’Hondt Robert De Mulder Raphael de Ligne (Steuermann) | 7:40,0 min |

#### Halbfinale 3
| Rang | Nation             | Athleten                                                                                     | Zeit       |
| ---- | ------------------ | -------------------------------------------------------------------------------------------- | ---------- |
| 1    | Vereinigte Staaten | Franz Federschmidt Kenneth Myers Erich Federschmidt Carl Klose Sherman Clark (Steuermann)    | 7:17,4 min |
| 2    | Brasilien          | Guilherme Lorena João Jório Alcides Veira Abrahão Saliture Ernesto Flores Filho (Steuermann) | 7:25,4 min |
| 2    | Tschechoslowakei   | Jiří Wihan Dominik Štillip Jaroslav Oplt Jindřich Mulač Jan Bauch (Steuermann)               |            |

### Finale
| Rang | Nation             | Athleten                                                                                  | Zeit   |
| ---- | ------------------ | ----------------------------------------------------------------------------------------- | ------ |
| 1    | Schweiz            | Willy Brüderlin Max Rudolf Paul Rudolf Hans Walter Paul Staub (Steuermann)                | 6:54,0 |
| 2    | Vereinigte Staaten | Franz Federschmidt Kenneth Myers Erich Federschmidt Carl Klose Sherman Clark (Steuermann) | 6:58,0 |
| 3    | Norwegen           | Birger Var Theodor Klem Henry Larsen Per Gulbrandsen Thoralf Hagen (Steuermann)           | 6:58,0 |